# Frans van Lelyveld

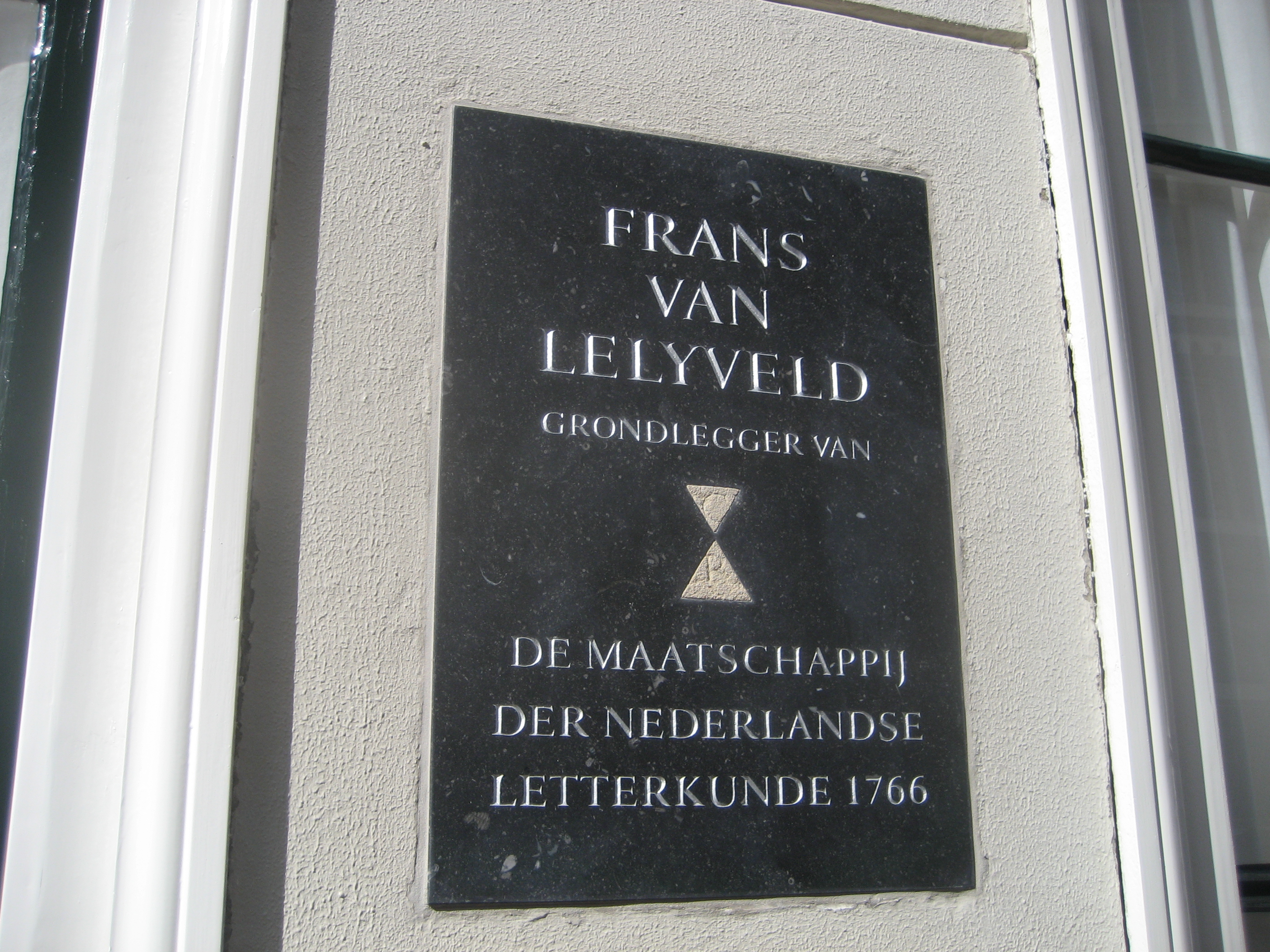
Herdenkingsplaquette voor Van Lelyveld (Hogewoerd, Leiden)

Frans van Lelyveld (Leiden, 14 maart 1740 – Amersfoort, 8 april 1785) was een Nederlandse lakenfabrikant en letterkundige, medeoprichter van de Maatschappij der Nederlandsche Letterkunde.

## Biografie
Frans van Lelyveld stamde uit een familie van lakenfabrikanten. Hij was van zijn zevende tot zijn dertiende leerling van de Latijnse school en aansluitend studeerde hij aan de Leidse Universiteit Nederlandse Taal- en Letterkunde. Hij moest in 1754 zijn overleden vader opvolgen als lakenfabrikant, maar hij behield zijn interesse in de letteren.
De tweede helft van de 18e eeuw was voor de lakennijverheid een periode van achteruitgang. Ondanks de inzet van Frans kwam het familiebedrijf niet tot grotere bloei. Als handelaar had hij veel contacten met zeelieden.
Het bedrijf liet hem weinig tijd vrije tijd voor zijn liefhebbery de letteren. In 1758 was hij lid geworden van de studentenvereniging Linguaque Animoque Fideles, dat in 1761 overging in Minima Crescunt. Hij was oprichter van het tijdschrift Taelen Dichtkundige Bydragen (1758-1782), voortgezet als Driemaandelijkse Nieuwe Bijdragen, (1763-'66). Hier leerde hij H.A.Kreet kennen. Samen met Kreet en ds P.Paludanus nam hij in 1766 het initiatief tot de oprichting van de Maatschappij der Nederlandsche Letterkunde; hij werd er de briefschrijver en later de secretaris van. In 1777 werd hij tevens secretaris van de Leidse afdeling van de Oeconomische Tak van de Hollandsche Maatschappij van Kunsten en Wetenschappen.
Hij heeft meerdere geschriften nagelaten, zowel op literair als op economisch gebied. Opmerkelijk is zijn enquête onder zeelieden over Olie op de golven, een vragenlijst met een prijsvraag eraan verbonden: Berichten en prijs-vragen, over het storten van olie, traan, teer, of andere dryvende stoffen in zee-gevaren, Leiden, 1775, en vertaald in het Frans: Essai sur les moyens de diminuer les dangers de la mer par l'effusion de l'huile, du goudron, ou de toute autre matière flottante, Amsterdam 1776. Over dit onderwerp is een curieuze briefwisseling ontstaan met Benjamin Franklin.
Hij had ook plannen voor een Groot Ned. Woordenboek en een Geschiedenis der Letterkunde, maar die zijn door zijn plotselinge dood in 1785 niet tot stand gekomen.